# Antonio Maria Bonucci
Antonio Maria Bonucci, S. I. (Arezzo, 17 de enero de 1651 - Roma, 29 de marzo de 1728) fue un jesuita, historiador y escritor italiano, que fue bastante tiempo misionero en Brasil.

## Biografía
Ingresó como novicio en la Compañía de Jesús el 13 de abril de 1671. Tras estudiar filosofía y derecho canónico y civil en Roma, solicitó ser enviado como misionero a Brasil. Al llegar a Baia en 1681, le encargaron enseñar Humanidades en el colegio jesuita de Olinda, donde también ejerció de predicador. En 1683 fundó en Recife una Congregaçâo Mariana que dirigió durante unos diez años y se fue introduciendo incluso en los altos rangos del ejército. Mientras tanto, el 2 de febrero de 1686, hizo su cuarto voto solemne y fundó el Ejercicio de Boa Morte.
Habiendo aprendido a la perfección el portugués, escribió algunos trabajos hagiográficos y de meditación espiritual que solo publicó en parte en Portugal (Escolla de bem morier, Lisboa, 1695; Vida de S. Rosalia virgem palermitana, Lisboa, 1701). En 1696 pasó a Baia, donde lo tomó como secretario el famoso historiador y escritor Antonio Vieira; lo ayudó a componer su Clavis prophetarum (muy discutida a causa de su interpretación apocalíptica de las Santas Escrituras). A la muerte del padre Vieira (1697), ordenó sus notas y en 1699 fue transferido al colegio de Aldeia de Natuba.
Regresó a Italia por razones de salud en 1703, y allí se entregó a una febril actividad como predicador en Roma y en Toscana, también escribiendo y publicando además numerosas obras en italiano, latín y portugués. De hecho, fue un gran divulgador de las costumbres y problemas de Brasil, al que siempre estuvo muy apegado. De particular interés es su Economía Christâa dos senhores no gobierno dos escravos (Roma, 1705), de la que fue coautor el jesuita de Rimini Giorgio Benci, también misionero en Brasil. En este trabajo, que da por legítima la existencia de la esclavitud, incluso en el orden histórico, se enumeran sin embargo una serie de obligaciones que los amos tienen contraídas hacia sus esclavos para mitigar la dureza de su condición. El tono polémico de este trabajo y la referencia continua a la situación concreta de los esclavos en Brasil explican suficientemente por qué tuvo que publicarse fuera de los dominios portugueses. Obra histórica es su Istoria del Pontefice Ottimo Massimo il B. Gregorio X (Roma 1711).
Los escritos de Bonucci, en su mayoría edificantes, poseen un estilo oratorio hinchado. En la dirección espiritual de las almas muestra una desconfianza total por la religiosidad interior atormentada y las conciencias escrupulosas, y recomienda la eucaristía frecuente (Ephemerides eucharisticae, Romae 1700-1718), la devoción mariana (La corona caduta ovvero Gesù nel sepolcro oggetto di puro cordoglio alla solitudine di Maria Vergine / La corona caída o Jesús en el sepulcro objeto de condolencia pura a la soledad de la Virgen María, Roma 1704) y otras devociones particulares, especialmente del Sagrado Corazón de Jesús.
La Anatome Cordis Christi Domini lancea perfossi (Roma, 1703), está dedicada al Gran Duque de Toscana. En la misma línea, Anagogia coelestis, sive sublimiores cordis Deum quaerentis aflectus... (Roma, 1704), y las numerosas obras hagiográficas, entre las que destacan Le sacre metamorfosi rappresentate nelle vite di dieci santissime donne che sotto l'abito di diverso sesso giunsero ad un alto grado di perfezione evangelica (Roma, 1710); la Istoria della vita di Bianca Teresa Massei Buonvisi..., Roma 1716; Fiamme di celesti dottrine raccolte dalle infocate lettere di S. Francesco Saverio..., Roma, 1723. Bajo el anagrama de Antíoco Marino Cubani publicó Antidotum coeleste adversus mortem improvisam: e sacra Christi Familia pro fidelium usu depromptum (Roma, 1716), traducido a español. 
Como jesuita típico, no es raro que una obra fuertemente satírica publicada por Girolamo Gigli se haga pasar como escrita por él: Lettera inedita del padre A. M. Benucci (sic) gesuita della Casa professa di Roma al padre D. Antonio Caramelli abate camaldolese in Arezzo, intorno agli scorcerti delle Compagnia, Venezia, 1767. Estrechamente relacionada con la controversia contra el jansenismo y el problema de la gracia están Vindiciae aequissimi decreti Alexandri VIII P. M. adversus propositiones XXXI in eo damnatas..., Roma, 1704, en el que Bonucci apoya algunas proposiciones típicas de la escuela molinista, como la concesión a todos hombres de la gracia suficiente, para que incluso judíos, paganos y herejes no se vean privados de los efectos de la redención ni se excluya a los niños que murieron sin bautismo; en el campo de la teología moral, Bonucci se declara un partidario convencido de la opinión probable. Vivió sus últimos años en la casa profesa en Roma, donde murió en 1728.